# Дівчина зі швацькою машинкою
«Дівчина зі швацькою машинкою» (груз. «სიყვარული ყველას უნდა») — грузинський радянський художній фільм кінорежисерів Михайла Чіаурелі і Георгія Шенгелая.

## Сюжет
Ця лірична комедія розповідає історію, яка сталася в одному грузинському селі, і показує життя простих і щирих грузинів. Головна героїня фільму Маквала недавно закінчила швацький технікум. Тепер вона повертається в рідне село, щоб поліпшити його побут.
Маквала вважає, що навіть мешканці віддаленої глибинки повинні одягатися за сучасною модою. Завдяки своїй енергійності, Маквалі вдається добитися будівництва ательє в рідному високогірному селі. Ця подія трохи пожвавлює одноманітне життя її односельців.

## Актори
- Дареджан Хачідзе
- Гіві Бєрікашвілі
- Вахтанг Панчулідзе
- Кахі Кавсадзе
- Берта Хапава
- Лаура Рехвіашвілі
- Аміран Кадеішвілі
- Ціала Гургенідзе
- Юрій Васадзе
- Амірал Аміранашвілі
- Хатуна Сонгулашвілі
- Ірина Іремашвілі
- Гогі Піріашвілі
- Джимі Ломідзе